# 薩克遜裝甲車
撒克逊（Saxon）是由英国阿尔维斯汽车公司（Alvis）生产的4轮装甲运兵车，是英国陆军的装备之一。

## 设计
撒克逊装甲车主要作为廉价但高效的“战地出租车（battle-taxi）”支援英国莱茵军团（British Army of the Rhine）以满足远程输送步兵的需求而设计。底盘采用贝德福德M系四轮卡车的底盘
撒克逊装甲车的车体是焊接钢，带有一个 V 形底盘板以偏转地雷爆炸。后排最多可容纳 10 名士兵，但如果包括所有装备，则 8 名士兵会更舒适。 车体顶部设有设备存放区。

## 历史
第一批撒克逊装甲车于1983年在西德部署， 以填充机械化步兵营 ，目前英军的撒克逊装甲车已经除役，但仍有147辆封存。
在顿巴斯战役开始之前。根据2013年的协议，20至75辆撒克逊装甲车将出售至乌克兰， 乌克兰军方于2014年12月5日签署这项协议。 前任英国陆军指挥官理查德·丹纳特爵士认为，将这些车辆出售给乌克兰是“不道德的”，而且这些车辆“没有用武之地”。

## 衍生型

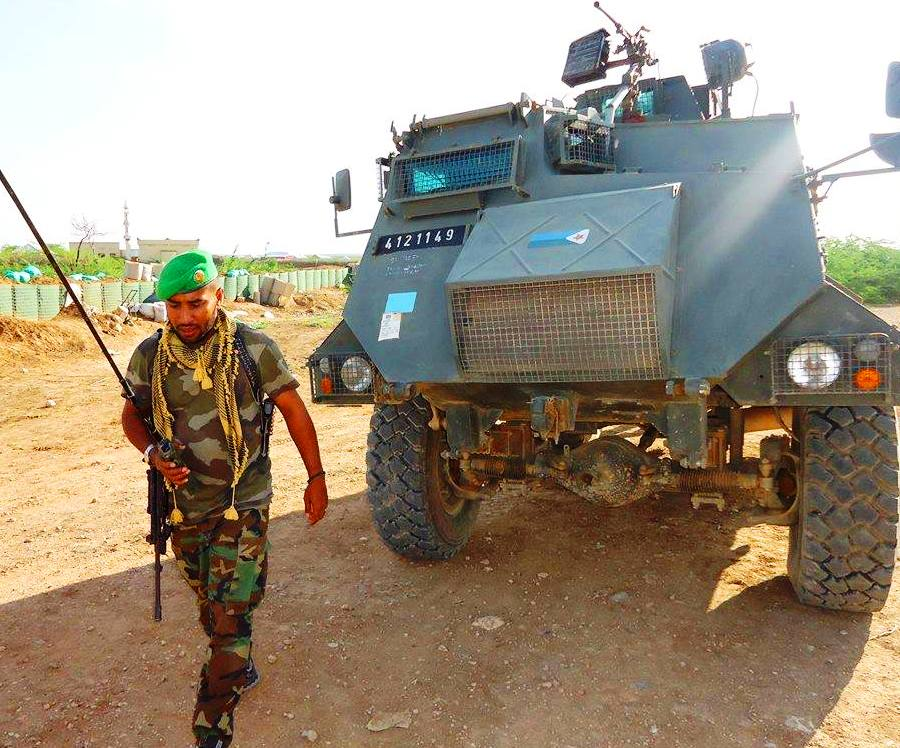
吉布地的撒克逊
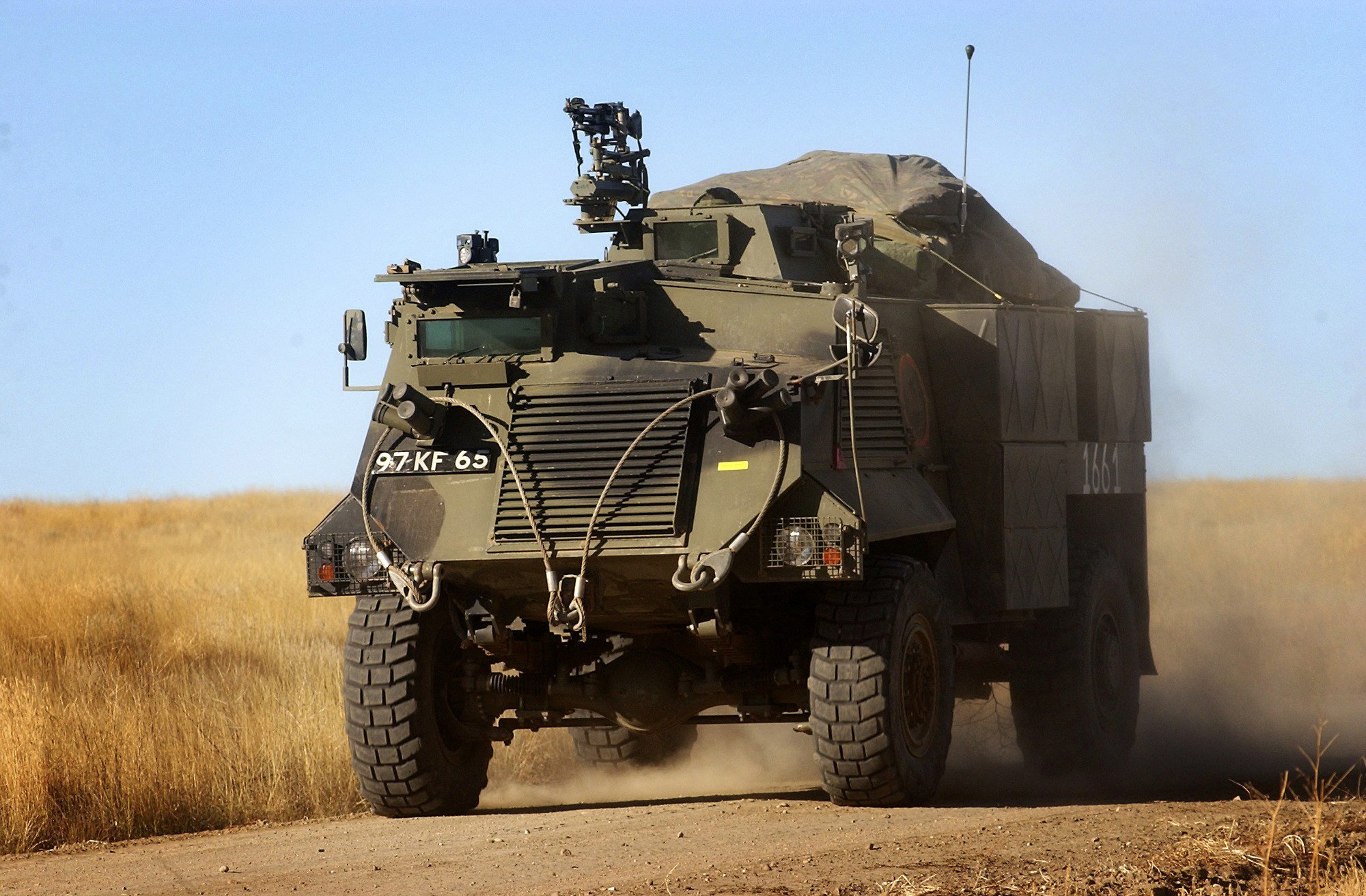
加拿大的撒克逊
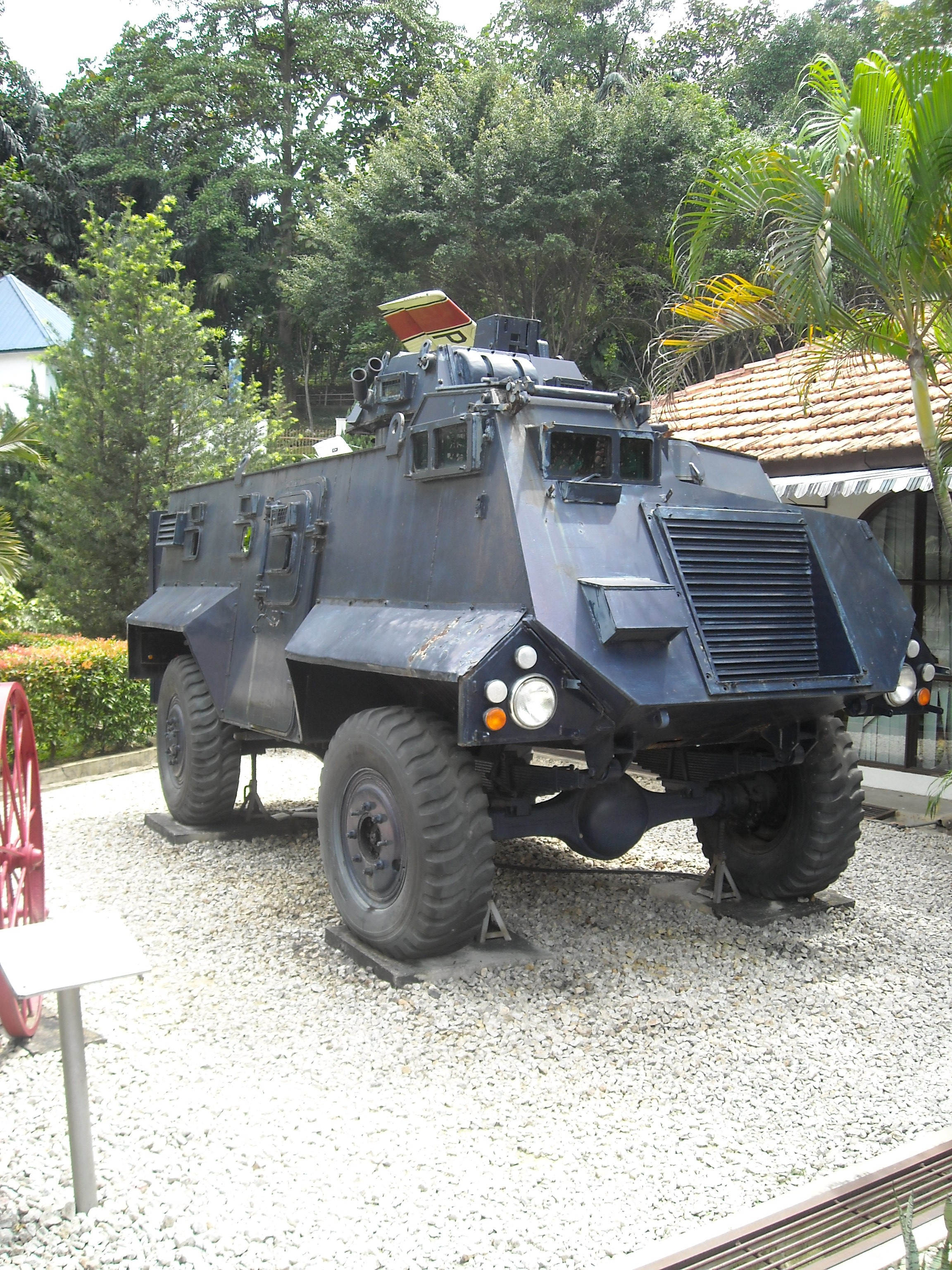
馬來西亞的撒克逊
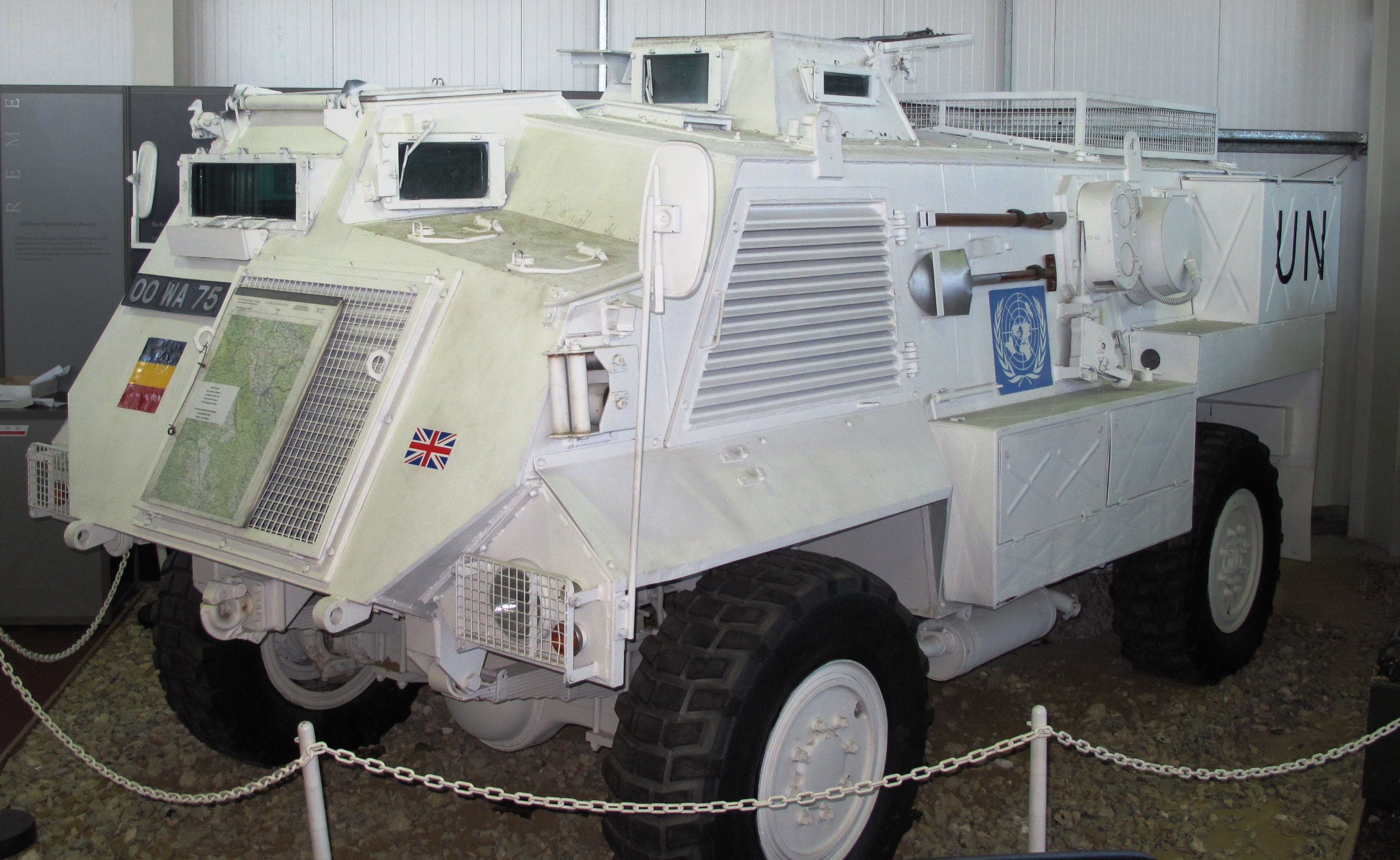
REME博物馆的英军撒克逊装甲车，为联合国涂装
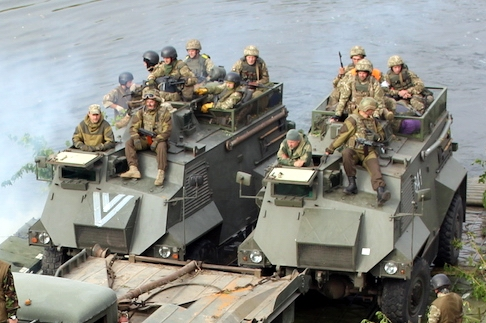
烏克蘭2013年後用於內戰

- AT105A - 救护车
- AT105E - 装载有两挺机枪
- AT105MR - 装载有81毫米迫击炮
- AT105C - 指挥车
- ARV - 裝甲回收車

## 用户

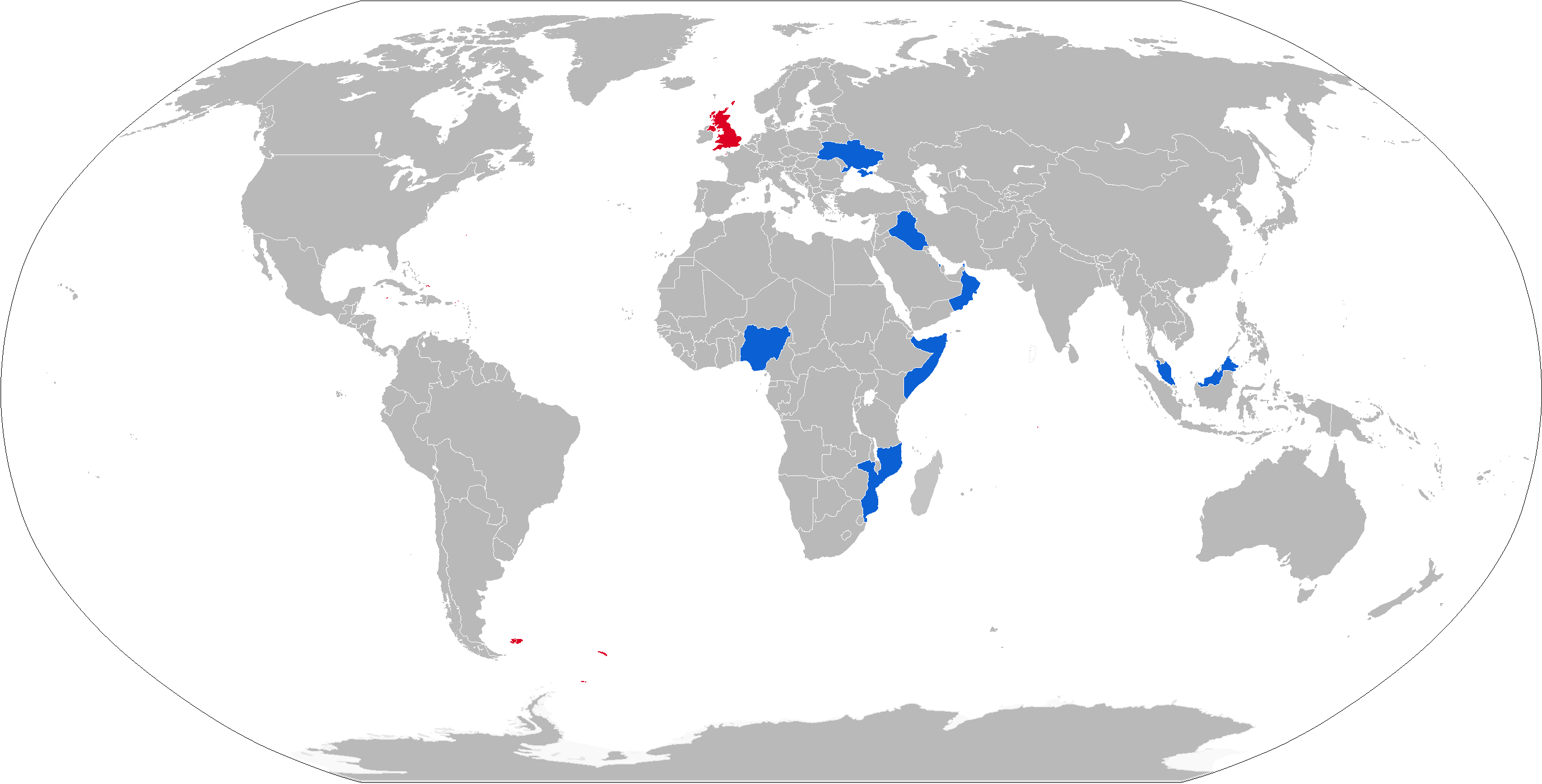
撒克逊装甲车的用户地图，蓝色为目前用户，红色为已退役

### 目前用户
- 巴林[1]
- 伊拉克: -主要用作警用
- 马来西亚[1]
- 莫桑比克 - 2013年收到25辆 [5]
- 尼日利亚[1]
- 阿曼
- 索马里 -2013年收到50辆，由吉布提捐赠 [6]
- 乌克兰 - 预订75辆,[7] 先后分两次运送[8]
- 俄羅斯：在2022年俄羅斯入侵烏克蘭期間缴获，現服役狀況不明，有一架在愛國者公園展出，一架展览於勝利公園。

### 已退役
- 香港 - 香港警务处警察機動部隊。2009年全数被乌尼莫克（Unimog）U5000取代。[9]
- 英国 - 英国陆军。已退役。